# Duplexní spojení
Duplexní komunikace, duplexní spojení (duplex, obecně duplexní systém) je taková komunikace (popř. přenos dat) mezi dvěma subjekty, při které mohou data putovat oběma směry současně. Jeho protikladem je simplexní spojení, při kterém je spojení pouze jednosměrné.
Lze rozlišit dva druhy duplexního spojení: poloviční duplex a plný duplex.

## Half-duplex (poloviční duplex)
Obě strany mohou přijímat i vysílat, avšak nikoli současně – v každém okamžiku probíhá přenos pouze jedním směrem. Tento způsob je obvyklý u mnoha druhů radiostanic („vysílaček“); při poloduplexním spojení se obvykle při ukončení vysílání používá signalizace „příjem“ (v českém dabingu „přepínám“).
Poloviční duplex používala například síťová technologie Ethernet 10Base5 a 10Base2 (s koaxiálním kabelem) a používá ho Wi-Fi.

## Full-duplex (plný duplex)
U plného duplexu může obousměrná komunikace probíhat současně. Příkladem takové komunikace může být běžný telefonický hovor, kdy obě zúčastněné strany mohou hovořit zároveň.
Plný duplex používala síťová technologie Ethernetu 100Base-TX (s kroucenou dvojlinkou), přičemž využívá toho, že jeden pár vodičů je využíván pro odesílání a druhý pár je využíván pro příjem. Plný duplex využívají bezdrátové technologie UMTS, CDMA2000, LTE a WiMax pomocí nezávislých kanálů (frekvencí) pro vysílání a příjem.